# Bae Bien-U
Bae Bien-U (* 22. Mai 1950 in Yeosu, Provinz Jeollanam-do, Südkorea) ist ein südkoreanischer Fotograf. Er lehrt seit 1981 als Professor für Fotografie am Seoul Institute of the Arts. In seinem künstlerischen Werk beschäftigt sich Bae hauptsächlich mit Landschaftsaufnahmen. Seine populärsten Aufnahmen befassen sich mit dem Kiefernwald rund um Cheonmachong. Als Barack Obama 2009 in Seoul zu Besuch war, bekam er von der Regierung Südkoreas ein Bildband mit Baes Arbeiten als Gastgeschenk.

## Bildbände
- Wonkyung Byun, Thomas Wagner, Bae Bien-U (Photographer): Bae Bien-U: Sacred Wood. Hatje Cantz Verlag, Ostfildern 2009, ISBN 978-3-7757-2283-4. Ausgezeichnet mit dem deutschen Fotobuchpreis 2010.
- Wonkyung Byun (Hrsg.): Bae Bien-U: Windscape. Hatje Cantz Verlag, Ostfildern 2012, ISBN 978-3-7757-3497-4.